# Mylne Siodełko
Mylne Siodełko (ok. 1395 m) – wąsko wcięta przełączka pomiędzy Białą Turnią (ok. 1460 m) i Żółtą Basztą (ok. 1400 m) w północno-zachodniej grani Upłaziańskiej Kopy w Dolinie Kościeliskiej w Tatrach Zachodnich. Jej północno-wschodnie stoki opadają do Żlebu pod Wysranki, południowo-zachodnie do lewej (patrząc od dołu) odnogi Kolistego Żlebu.
Na Mylne Siodełko można łatwo wyjść z zarośniętych lasem zboczy Wysranek. Z powodu gąszczy trudno od tej strony odróżnić Mylną Przełączkę od sąsiedniego Przechodu za Rękawicą. Z lewej (patrząc od dołu) odnogi Kolistego Żlebu podejście prowadzi z szerokiej, zawalonej piargami depresji pod ścianą Żółtej Baszty. Na lewo odchodzi od niej częściowo piarżysty, częściowo trawiasty żlebek na Mylne Siodełko. Wyjście stąd na przełączkę ma II lub III stopień trudności (zależnie od obranej drogi). Pierwsze przejście: Władysław Cywiński 30 maja 1995 r.